# Dadra y Nagar Haveli y Damán y Diu
Dadra y Nagar Haveli y Damán y Diu (DNHDD) es un territorio de la unión ubicado en el oeste de la India. Fue creado a través de la fusión de los antiguos territorios federales de Dadra y Nagar Haveli y de Damán y Diu. El Gobierno de la India anunció planes para la fusión propuesta en julio de 2019 y la legislación necesaria se aprobó en el parlamento de la India en diciembre de 2019 y entró en vigor el 26 de enero de 2020. El territorio está compuesto por cuatro entidades geográficas separadas Dadra, Nagar Haveli, Damán y la isla de Diu. Las cuatro áreas eran parte de la India portuguesa y quedaron bajo administración india a mediados del siglo XX. 

## Historia
Damán y Diu estuvieron bajo la administración portuguesa desde el año 1535 hasta que fueron anexados por la India en 19 de diciembre de 1961. Dadra y Nagar Haveli estuvieron bajo la administración portuguesa entre 1818 hasta que fueron capturados por las fuerzas pro-India en 1954 y fueron anexadas formalmente a la India el 11 de agosto de 1961. Portugal reconoció oficialmente la soberanía india sobre las áreas en 1974 después de la Revolución de los Claveles.
Dadra y Nagar Haveli fueron administrados como un estado de facto antes de convertirse en un territorio de la unión en 1961. Damán y Diu fueron administrados como parte del territorio federal de Goa, Damán y Diu entre 1962 y 1987, convirtiéndose en un territorio separado cuando a Goa se le otorgó la condición de Estado.
En julio de 2019, el Gobierno de la India propuso fusionar los dos territorios en un solo territorio de la unión para reducir la duplicación de servicios y el costo de la administración. La legislación en este sentido, el Acta Dadra y Nagar Haveli y Damán y Diu (Fusión de territorios de la Unión) de 2019, fue presentada en el Parlamento de la India el 26 de noviembre de 2019 y aprobada por el presidente de la India el 9 de diciembre del mismo año. Los dos territorios habían compartido previamente un administrador común y funcionarios del gobierno. La ciudad de Damán fue elegida para ser la capital del nuevo territorio federal. El día designado para que la ley entre en vigor fue notificado el 26 de enero de 2020 por el Gobierno de la India.

## Geografía
Dadra y Nagar Haveli y Damán y Diu se componen de cuatro áreas distintas ubicadas en el oeste de la India. Dadra es un pequeño enclave dentro del estado de Guyarat. Nagar Haveli es un enclave en forma de C ubicado entre los estados de Guyarat y Maharastra que contiene un contra enclave de Guyarat alrededor del pueblo de Maghval. Damán es un enclave en la costa de Guyarat y Diu es una isla frente a la costa de Guyarat. 

## Administración
Dadra y Nagar Haveli y Damán y Diu se administran como territorio de la unión de la India en virtud del Artículo 240 (2) de la Constitución de la India. El Presidente de la India nombra a un administrador para manejar el territorio en nombre del Gobierno central de la India. El gobierno central puede nombrar asesores para ayudar a los administradores con sus deberes. 

### Distritos
El territorio de unión está constituido de tres distritos:
| N.º | Distrito             | Área,км² | Población,(2011) | Densidad,por/км² |
| --- | -------------------- | -------- | ---------------- | ---------------- |
| 1   | Damán                | 72       | 190,855          | 2,650.76         |
| 2   | Diu                  | 40       | 52,056           | 1,301.40         |
| 3   | Dadra y Nagar Haveli | 491      | 342,853          | 698.27           |
|     | Total                | 603      | 585,764          | 971.42           |

### Aplicación de ley y justicia
La aplicación de la ley dentro del territorio es responsabilidad de la policía de Dadra y Nagar Haveli y Damán y Diu. El territorio cae bajo la jurisdicción del Tribunal Superior de Bombay. 

### En el Parlamento de India
Dadra y Nagar Haveli y Damán y Diu envían a dos miembros (parlamentarios) a la cámara baja del parlamento indio, el Lok Sabha. El territorio se divide en los distritos electorales de Damán y Diu y Dadra y Nagar Haveli. 